# Sambucus ebulus
Espèce
Classification APG III (2009)
Le sureau hièble ou sureau yèble ou petit sureau, qu’on appelle aussi l'hièble (ou l’yèble) — en latin scientifique Sambucus ebulus —, est une espèce de plantes de la famille des Adoxaceae selon la classification phylogénétique APGIII, autrefois placée dans la famille des Caprifoliaceae selon la classification classique de Cronquist (1981). C'est une plante herbacée à port dressé, ne dépassant pas 2 m de haut et qui disparaît en hiver. Elle est toxique pour les humains qui peuvent la confondre avec d'autres sureaux.

## Étymologie et autres noms
L'épithète désignait en latin (également ebulum) cette grande plante herbacée au feuillage fortement odorant. La plante porte d'autres noms vernaculaires : herbe à l'aveugle, herbe aux aveugles, herbe aux yeux, référence possible au fait qu'elle était utilisée dans la pharmacopée populaire comme infusion (avec ses fleurs et ses baies) pour préparer des collyres soignant les ophtalmies. Son nom d'herbe à punaises est dû à sa propriété de répulsif, comme le sureau noir : le purin pur (1 kg de feuilles macérées dans 10 litres d'eau) est efficace contre les punaises, les pucerons, les chenilles, les cochenilles.

## Aires de répartition
On trouve le sureau hièble le long des chemins, des fossés, des haies, en forêts humides, prairies acides, chemins creux, voire décharges publiques, mais surtout sur sols argileux riches en nutriments.
Il se répartit du sud de la Suède à l'Afrique du Nord, en Perse et en Asie Occidentale.

## Description

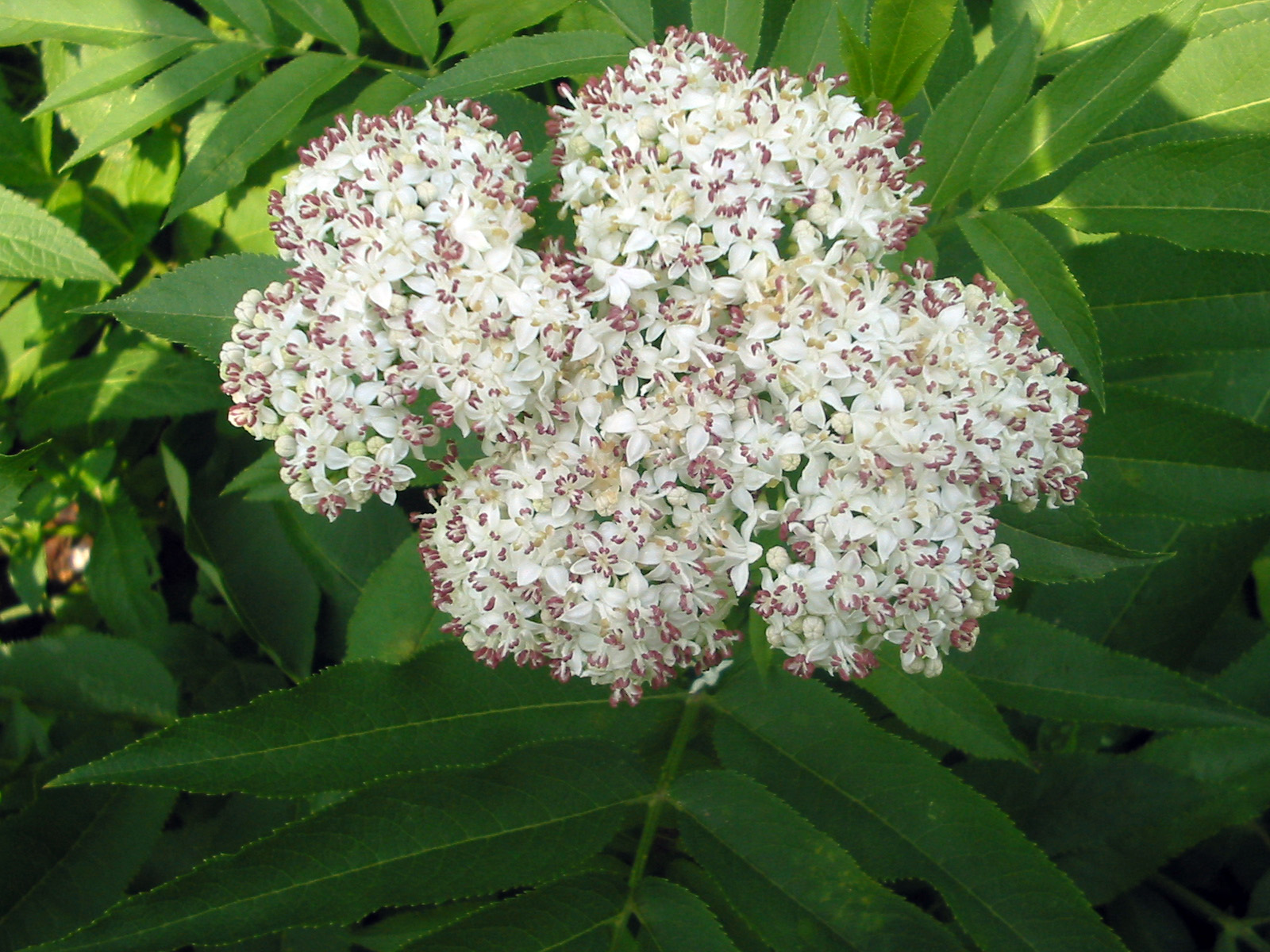
Inflorescence de Sureau hièble.

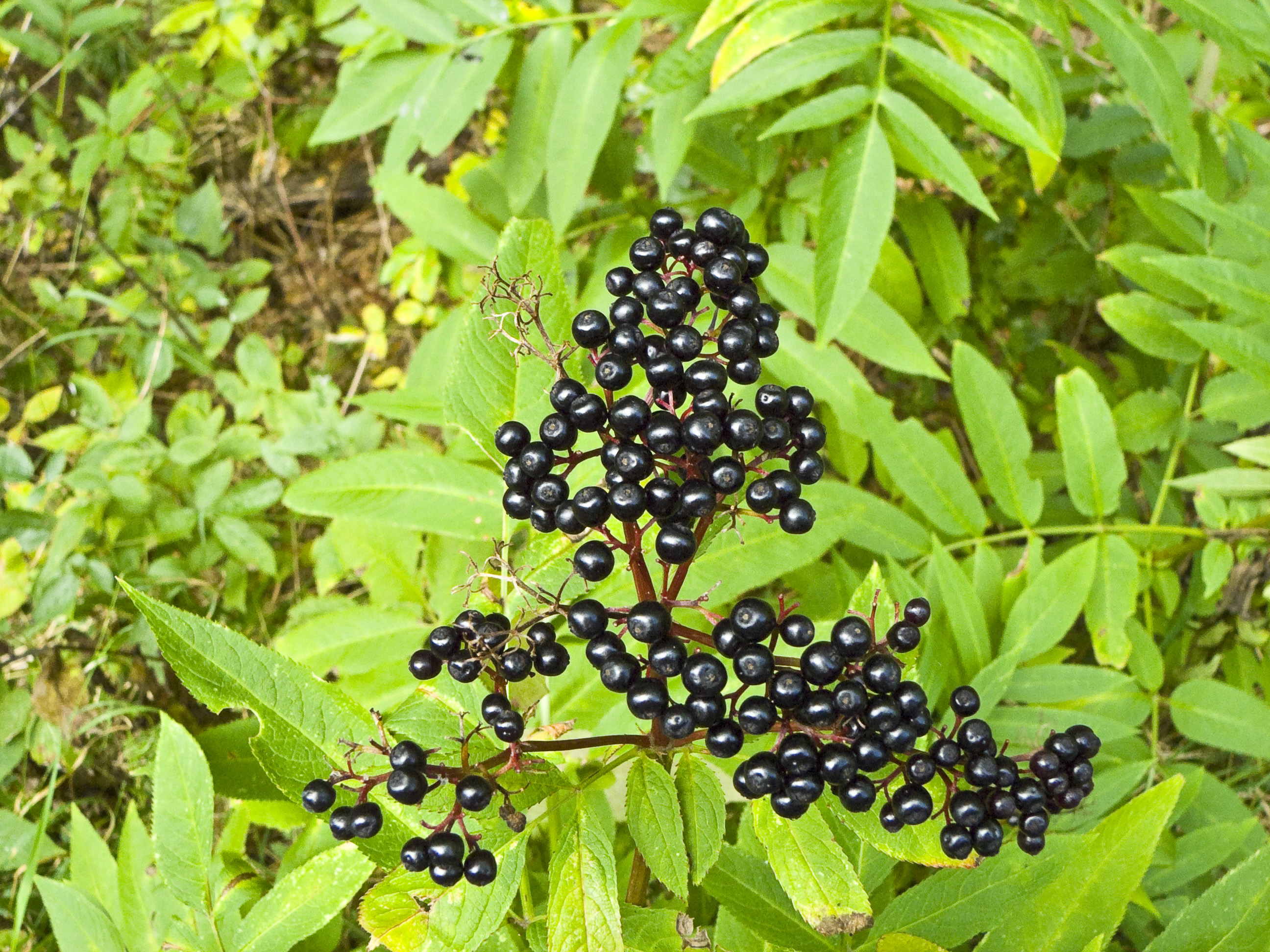
Fructification de sureau hièble.

C'est une plante herbacée mesurant 1 à 2 m de haut, à odeur fétide, à tiges présentant des sillons et à rhizomes rampants. Les feuilles présentent 7 à 11 folioles fortement dentées et pointues au sommet garnies de 2 stipules foliacés à leur base. Les petites fleurs blanches aux étamines roses, disposées en corymbe dressée. Elles apparaissent de juin à août. Leur odeur rappelle l'amande amère. Les baies noires luisantes sphériques de 3–4 mm, à suc cramoisi, renferment le plus souvent 3 graines vertes puis noires. Elles peuvent être toxiques (nausées, vomissements) sans pour autant présenter un danger important.

### Risque de confusion
Sureau hièble et sureau noir sont deux plantes qui se ressemblent fortement. 
- Les baies du sureau hièble sont toxiques même après la cuisson.
- L'hièble dégage aussi une odeur fétide lorsqu'elle est blessée ou écrasée.

| Comparatif entre sureaux | Comparatif entre sureaux                                          | Comparatif entre sureaux | Comparatif entre sureaux | Comparatif entre sureaux                 | Comparatif entre sureaux | Comparatif entre sureaux                              |
| Nom courant              | Plante                                                            | Fleuraison               | Anthères                 | Fruits                                   | Image                    | Observations                                          |
| ------------------------ | ----------------------------------------------------------------- | ------------------------ | ------------------------ | ---------------------------------------- | ------------------------ | ----------------------------------------------------- |
| Sureau hièble            | Plante herbacée ne dépassant pas 2 m de haut (disparaît en hiver) | de juillet à août        | Étamines un peu rosées   | Corymbe à port dressé (fruits dressés)   |                          | Folioles peuvent être elles-mêmes composées - Toxique |
| Sureau noir              | Arbrisseau qui fait du bois et peut mesurer jusqu'à 7 m           | en mai-juin              | Étamines plutôt jaunes   | Corymbe à port tombant (fruits pendants) |                          | Fleurs et fruits (à maturité et cuits) comestibles    |

## Caractéristiques
Organes reproducteurs

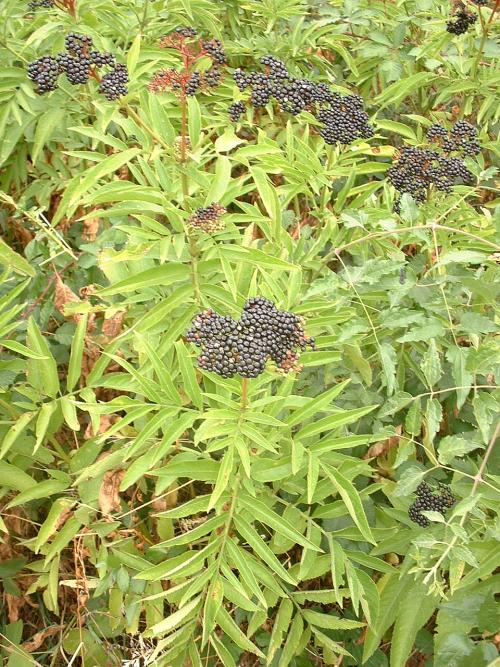
Aspect général et fruits en automne.

- Type d'inflorescence : cyme multipare
- Répartition des sexes : hermaphrodite
- Type de pollinisation : entomogame, autogame
- Période de floraison : juin à août

Graine
- Type de fruit : drupe
- Mode de dissémination : endozoochore

Habitat et répartition
- Habitat type : ourlets externes médioeuropéens, eutrophiles, mésohydriques
- Aire de répartition : eurasiatique méridional

Données d'après : Julve, Ph., 1998 ff. - Baseflor. Index botanique, écologique et chorologique de la flore de France. Version : 23 avril 2004. 

## Utilisations
En Gaule, des graines de sureau hièble pouvaient être utilisées pour se débarrasser de certains nuisibles comme les insectes et les rongeurs détruisant les récoltes de céréales.
La plante est mellifère et a des propriétés médicinales : sa  souche rhizomateuse est diurétique, sa fleur sudorifique et son fruit purgatif.